# Mitriostigma
Genre
Classification phylogénétique
Mitriostigma est un genre de plantes à fleurs de la famille des Rubiaceae qui comprend 7 espèces décrites dont cinq seulement ont été acceptées.

## Taxonomie
Le genre a été décrit par Christian Ferdinand Friedrich Hochstetter et publié dans Flora 25: 235. 1842.

## Liste d'espèces
Les cinq espèces sont originaires d'Afrique.
- Mitriostigma axillare Hochst.	(1842).
- Mitriostigma barteri Hook.f. ex Hiern (1877).
- Mitriostigma greenwayi Bridson	(1979).
- Mitriostigma monocaule Sonké & Dessein	(2008)
- Mitriostigma usambarense Verdc. (1987).